# Nikołaj Stasienko
Nikołaj Aleksandrowicz Stasienko, ros. Николай Александрович Стасенко, biał. Мікалай Аляксандравіч Стасенка – Mikałaj Alaksandrawicz Stasienka (ur. 15 lutego 1987 w Roszczinie, Kraj Nadmorski, ZSRR) – białoruski hokeista pochodzenia rosyjskiego. Reprezentant Białorusi, olimpijczyk, trener.

## Kariera zawodnicza
- Junost' Mińsk (2004-2009)
  -  Junior Mińsk (2004-2009)
- Amur Chabarowsk (2009-2011)
- Siewierstal Czerepowiec (2011-2018)
- Witiaź Podolsk (2018-2019)
- Awtomobilist Jekaterynburg (2019-2020)
- HK Dynama Mołodeczno (2020-2021)
- Re-Plast Unia Oświęcim (2021-2022)

Pochodzi z dalekiego wschodu byłego ZSRR. Wychowanek rosyjskiego klubu Amur Chabarowsk. Następnie występował w grupach młodzieżowych CSKA Moskwa. Później przeniósł się na Białoruś. W latach 2004–2009 profesjonalny zawodnik Junosti Mińsk. Od maja 2011 zawodnik Amuru Chabarowsk (podpisał dwuletni kontrakt). Przed jego upływem, we wrześniu 2011 został graczem Siewierstali Czerepowiec, a w maju 2012 przedłużył kontrakt z klubem. W czerwcu 2013 przedłużył umowę o dwa lata. W czerwcu 2018 został zawodnikiem Witiazia Podolsk. Od listopada 2019 do kwietnia 2020 reprezentował Awtomobilist Jekaterynburg. We wrześniu 2020 przeszedł do HK Dynama Mołodeczno. W listopadzie 2021 został zaangażowany przez Re-Plast Unię Oświęcim w Polskiej Hokej Lidze.
Został reprezentantem Białorusi. Uczestniczył w turniejach mistrzostw świata w 2010, 2011, 2012, 2014, 2015 oraz zimowych igrzysk olimpijskich 2010.

## Kariera trenerska
W lipcu 2022 wszedł do sztabu trenerskiego drużyny HK Dynama Mołodeczno.

## Sukcesy
Klubowe
- Złoty medal mistrzostw Białorusi: 2005, 2006, 2009 z Junostią Mińsk
- Srebrny medal mistrzostw Białorusi: 2008 z Junostią Mińsk
- Brązowy medal mistrzostw Białorusi: 2007 z Junostią Mińsk
- Puchar Kontynentalny: 2007, 2011 z Junostią Mińsk
- Puchar Białorusi: 2009 z Junostią Mińsk
- Srebrny medal mistrzostw Polski: 2022 z Re-Plast Unią Oświęcim